# Движение вверх
«Движе́ние вверх» — российская спортивная драма 2017 года режиссёра Антона Мегердичева. Фильм создан по мотивам реальных событий и повествует о победе сборной СССР над сборной США в финальном матче мужского баскетбольного турнира XX летних Олимпийских игр в Мюнхене (ФРГ) в ночь с 9 на 10 сентября 1972 года.
Премьерный показ фильма состоялся 22 декабря 2017 года в кинотеатре «Октябрь» в Москве. В широкий прокат в России фильм вышел 28 декабря 2017 года. За первые дни проката его посмотрели более 700 тысяч зрителей.
Фильм был успешен в прокате, заработав более 59 миллионов долларов — существенно больше своего производственного бюджета. «Движение вверх» получило в основном положительные отзывы критиков, которые отмечали высокое качество постановки и актёрскую игру. Однако некоторые обозреватели критиковали фильм за исторические неточности.

## О фильме
В основу фильма частично легла автобиографическая книга советского баскетболиста Сергея Белова «Движение вверх» (2011), посвящённая тридцатилетию летней Олимпиады 1980 года в Москве.
В картине также затронута трагедия, произошедшая с 5 по 6 сентября 1972 года на Олимпиаде в Мюнхене, когда палестинскими террористами были расстреляны 11 членов олимпийской сборной Израиля и обстановка в городе была накалена до предела, что наложило отпечаток на атмосферу Олимпиады. После трёхдневной неопределённости в связи с терактом существовал риск прекращения XX летних Олимпийских игр и отмены ещё не завершившихся соревнований, что для рвавшихся к победе и осознававших собственную силу спортсменов стало бы страшным разочарованием. Несмотря на возобновление стартов, настроение у всех было подавленным, а напряжение вокруг финальной игры — крайне высоким.

## Сюжет
1970 год. У мужской сборной СССР по баскетболу меняется главный тренер. Новый наставник Владимир Гаранжин, до этого возглавлявший ленинградский «Спартак», ставит условие обновления команды. В команде не должен преобладать «ЦСКА», но будут представлены игроки из других спортивных клубов республик СССР. Первый большой старт — чемпионат Европы 1971 года — проходит успешно. Однако Гаранжин вынашивает более амбициозные планы: он сообщает на пресс-конференции, что на предстоящих Олимпийских играх в Мюнхене собирается обыграть сборную США. Заявления тренера пугают спортивных чиновников, для которых главное — достойно выступить на крупнейших соревнованиях в год 50-летия СССР и сохранить свои посты.
Гаранжин начинает тренировки по новой методике, он изменяет подход к физической подготовке. Однако главное для него — он должен вдохновить команду и убедить подопечных в том, что они смогут обыграть непобедимых до того момента американцев. Гаранжин добивается большего количества товарищеских матчей за рубежом.
Между тем внутри самой сборной СССР много проблем. Во время прохождения таможни часть игроков поймана при попытке провезти контрабанду; в Спорткомитете намекают, что в случае проигрыша делу может быть дан ход. Капитан сборной (литовец Модестас Паулаускас) постоянно разлагает коллектив антисоветскими разговорами, а во время серии товарищеских матчей в США Александр Белов падает после игры на пол от непонятного приступа. Ему предписана длительная госпитализация, и его участие в сборной становится под вопросом. Самому Гаранжину необходимо провести операцию своему прикованному к инвалидной коляске сыну Шурке, которую не делают в СССР. Несмотря на это, Гаранжин продолжает тренировки, настраивая игроков только на победу.
Начинаются Олимпийские игры в Мюнхене. Сборные СССР и США уверенно двигаются к финалу. 4 сентября в Мюнхене происходит теракт. После перерыва и траура проведение спортивных состязаний продолжается. Чиновники обсуждают возможность отказаться от дальнейших игр, но Председатель федерации баскетбола СССР решает, что сборной необходимо играть дальше. В ночь с 9 на 10 сентября страна у телевизоров наблюдает финал баскетбольного турнира.
В начале игры советские баскетболисты добиваются преимущества: они постоянно ведут до 10 очков. Ближе к концовке подопечные Генри Айбы собираются и берут противника в жёсткий прессинг. Игроки сборной СССР начинают нервничать и ошибаться. За 6 секунд до сирены, когда советские баскетболисты ведут с разницей в одно очко, Александр Белов отдаёт пас, который перехватывает противник и Зураб Саканделидзе вынужден сфолить. Игрок сборной США Дуглас Коллинз успешно пробивает оба штрафных броска, и американцы впервые ведут в счёте. За 3 секунды до конца наступает драматическая развязка. Мяч введён и звучит сирена. Казалось, матч проигран, американцы начинают праздновать успех, но Моисеев замечает проблему с таймером, на котором вместо трёх секунд осталась одна, а затем таймер вообще показывает 50 секунд до конца матча. Порядок восстанавливается, и мяч возвращается сборной СССР. Пасом через всю площадку Иван Едешко передаёт мяч Александру Белову, и тот забрасывает его в корзину. Победа сборной СССР со счётом 51:50.
В раздевалке, ожидая решения судей, все игроки сборной СССР отдают свои премиальные за финал Гаранжину на операцию сыну.

## В ролях
- Владимир Машков — Владимир Гаранжин, главный тренер сборной СССР
- Андрей Смоляков — Григорий Митрофанович Моисеев, председатель Федерации баскетбола СССР
- Иван Колесников — Александр Белов, игрок сборной СССР (№ 14)
- Кирилл Зайцев — Сергей Белов, игрок сборной СССР (№ 10)
- Джон Сэвидж — Генри «Хэнк» Айба, главный тренер сборной США
- Марат Башаров — Геннадий Михайлович Терещенко, функционер, член Госкомспорта СССР
- Александра Ревенко — Александра Свешникова, невеста Александра Белова
- Виктория Толстоганова — Ксения Гаранжина, супруга Владимира Гаранжина
- Сергей Гармаш — Сергей Павлов, председатель Госкомспорта СССР
- Василий Щипицын — Всеволод, врач сборной СССР, офицер КГБ СССР
- Никита Яковлев — Александр (Шурка) Гаранжин, сын Владимира Гаранжина
- Алексей Малашкин — Александр Гомельский, тренер сборной СССР
- Наталия Курдюбова — Нина Ерёмина, советский спортивный комментатор
- Дмитрий Фрид — Йозеф Блаттер, судья-секундомерист
- Джеймс Тратас — Модестас Паулаускас, капитан сборной СССР (№ 5)
- Кузьма Сапрыкин — Иван Едешко, игрок сборной СССР (№ 9)
- Александр Ряполов — Алжан Жармухамедов, игрок сборной СССР (№ 7)
- Иракли Микава — Зураб Саканделидзе, игрок сборной СССР (№ 6)
- Отар Лордкипанидзе — Михаил Коркия, игрок сборной СССР (№ 11)
- Ксения Яковлева — Суркова, подруга Саши Свешниковой, игрок женской сборной СССР по баскетболу.
- Егор Климович — Александр Болошев, игрок сборной СССР (№ 8)
- Иван Орлов — Сергей Коваленко, игрок сборной СССР (№ 15)
- Александр Белов, родной сын Сергея — Геннадий Вольнов, игрок сборной СССР (№ 13)
- Игорь Игнатов — Иван Дворный, игрок сборной СССР (№ 12)
- Андрей Вакульчук — Анатолий Поливода, игрок сборной СССР (№ 4)
- Кибу Трим — Дуайт Джонс, игрок сборной США (№ 9)
- Оливер Мортон — Дуглас Коллинз, игрок сборной США (№ 5)
- Джей Боуди — Майкл Бантом, игрок сборной США (№ 7)
- Александр Дедушкин — Томас Макмиллен, игрок сборной США (№ 13)
- Чиди Ахуфо — Джеймс Брюер, игрок сборной США (№ 11)
- Сал Ванс — Джеймс Форбс, игрок сборной США (№ 10)
- Фёдор Маркин — Кевин Джойс, игрок сборной США (№ 14)
- Ян Буррис — Эдвард Рэтлефф, игрок сборной США (№ 15)
- Алексей Мурычев — Роберт Джонс, игрок сборной США (№ 8)
- Лэси Даймонд — Томас Хендерсон, игрок сборной США (№ 6)
- Антон Горкавченко — Кеннет Дэйвис, капитан сборной США (№ 4)
- Сергей Ваулин — Томми Берлсон, игрок сборной США (№ 12)
- Казимир Лиске — помощник американского тренера
- Стивен Томас Окснер — журналист
- Эдгар Бехтер — литовский турист, брат Модестаса Паулаускаса
- Тэнэ Кирсанова — чирлидер № 1
- Екатерина Кабак — чирлидер № 2
- Олег Лебедев — Ранко Жеравица, главный тренер сборной Югославии

## Производство
Съёмки фильма начались в августе 2016 года в Москве.
Последние сцены фильма, в которых демонстрируется финальный матч, снимались в первые съёмочные дни. Вместо толпы болельщиков, рекламы и прочих атрибутов мюнхенского поединка на съёмках использовалась технология «хромакей».

## Маркетинг и сборы
В мае 2017 года вышел тизер-трейлер фильма. 14 июня вышел первый трейлер.
По данным Единой федеральной автоматизированной информационной системы сведений о показах фильмов в кинозалах (ЕАИС) кассовые сборы фильма «Движение вверх» по состоянию на 17 марта 2018 года составили более 3 млрд рублей, сделав его самым кассовым российским фильмом в истории современного российского кинопроката. Сборы в мире составили около $60 млн.
5 января 2018 года фильм вышел в прокат в Латвии, Литве и Эстонии. С 14 января 2018 года начался ивент-прокат фильма в кинотеатрах Германии, Австрии, Бельгии и Люксембурга. От проката фильма отказались в Молдавии, не прокомментировав при этом причины отказа. Телевизионная премьера фильма состоялась 23 февраля 2019 года на телеканале «Россия-1».
По итогам проката в Китае фильм собрал $13 млн. Картину посмотрели более 2,5 млн китайских зрителей. Государственное управление по спорту КНР объявило просмотр фильма обязательным для всех спортсменов, которые готовятся к Олимпийским играм — «для поднятия морального духа в борьбе за медали».

## Отзывы и оценки

### Мнения кинокритиков и обозревателей
Фильм получил преимущественно положительные отзывы в российской прессе. Восторженные рецензии опубликовали издания Аргументы и факты, Газета.ru, КГ-Портал, сдержанно положительные — Новая газета, Комсомольская правда, Meduza, Esquire, Фильм.ру, Российская газета, Труд
Афиша. Антон Долин в своей рецензии отметил, что «Движение вверх» — «действительно спортивный фильм, который берёт сыгранностью и слаженностью больше, чем чьим-то индивидуальным дарованием или харизмой». В программе «Спутник кинозрителя» на радиостанции «Маяк» Долин назвал фильм «настоящим блокбастером о баскетболе». По мнению Ларисы Малюковой, фильм «снят с голливудским размахом, но во славу советского бескорыстия, интернационализма, вымечтанной общности».
Среди немногих отрицательно о фильме отозвался обозреватель BadComedian (Евгений Баженов), который обвинил картину в плагиате американского фильма «Мираж на льду» и несоответствии реальным событиям. Обзор, набравший 35 млн просмотров, получил благодарность Юрия Кондрашина.

### Мнение наследников героев фильма
Ещё до выхода фильма в прокат он вызвал резкую критику со стороны вдовы Владимира Кондрашина Евгении Кондрашиной и вдовы Александра Белова Александры Овчинниковой, а также сына Владимира Кондрашина Юрия. По их мнению, авторы фильма вторглись в их частную жизнь, включив информацию о ней в сценарий без их согласия. 19 апреля 2017 года мать и сын Кондрашины и Овчинникова подали на ООО «Студия ТриТэ» Никиты Михалкова в Пресненский районный суд города Москвы иск «о запрете распространения информации о частной жизни», в удовлетворении которого решением суда от 4 сентября 2017 года истцам было отказано (в связи с тем, что в ходе рассмотрения дела ответчик внёс изменения в сценарий с учётом обстоятельств, изложенных в исковом заявлении).
10 января 2018 года, в интервью медиахолдингу «РБК», режиссёр «Движения вверх» Антон Мегердичев рассказал, что несколько раз общался с Кондрашиной и Овчинниковой и после беседы с ними у него было ощущение, что они поняли друг друга, но, в то же время, у него сложилось впечатление, что они «о чём-то договорились». Мегердичев также заявил, что относится к персонажам фильма с «таким уважением, какое только можно представить», а также сказал следующее: «Ни один человек, который делал „Движение вверх“, не ставил себе целью обидеть и оскорбить… А, наоборот, возвысить и сделать героев из команды, и они шли до последнего, чтобы найти какой-то контакт [с родственниками]».
25 января 2018 года Кондрашины и Овчинникова в интервью агентству «Росбалт» подтвердили, что встречались с создателями ленты. Однако, по словам Овчинниковой, родственники изначально отвечали им, что против утверждения данного сценария: «Слёзы? Эмоции? Они этого добились. Но исторической правды там нет никакой», — заявила Овчинникова.

### Мнения известных личностей
- Журналист и телеведущий Владимир Познер назвал фильм замечательным: «Это отличное кино. Играют отлично, снято превосходно, но главное — есть реальный драматический рассказ о совершенно реальных людях, и есть правда жизни… Словом, фильм замечательный»[43].
- Министр культуры Российской Федерации Владимир Мединский считает фильм успешным: «„Движение вверх“ — это, я считаю, вообще в некотором роде самый удачный, даже образцовый отечественный кинопродукт. Он закольцовывает многолетние творческие искания нашего кинематографа: возвращается к якобы утраченным ценностям и смыслам великой школы советского кино и воспроизводит их в современном формате»[44].
- Российский тренер и баскетбольный комментатор Владимир Гомельский поделился собственным мнением о картине: «Фильм вызвал сильные положительные эмоции. Да, далеко не все события были в тот самый период времени, но это художественный фильм, а значит, есть место художественному вымыслу. Единственное, что меня лично напрягло — сюжетная линия с Модестасом Паулаускасом, ведь он никогда не думал о побеге и не был предателем Родины, как представлено в фильме. Хорошо, что сам он, посмотрев картину, не обиделся на её создателей. …Я смотрел фильм дважды и даже на второй раз азарт борьбы и драматургия оставили впечатление»[45].

## Несоответствия реальности
Создатели фильма неоднократно подчёркивали, что их работа является художественной, хотя и основана на реальных событиях. По собственным словам, авторы умышленно пошли на то, чтобы ряд сюжетных линий и эпизодов не соответствовал реальности или происходил в другое время — целью этого был бы более яркий и эмоциональный сюжет.
- В фильме показано, что отсчёт заключительных трёх секунд начинается сразу после броска Едешко. На самом деле, в баскетболе, о чём прямо сказано в главе «Глубина отчаяния» одноимённой книги, время начинает отсчитываться только после того, как мяч получит один из игроков на площадке, в данном случае Александр Белов. Который и потратил эти три секунды на свой бросок. Если бы отсчёт производился как показано в фильме, то на бросок Александра просто не хватило бы времени.
- Показанный стиль игры более близок к современному и разительно отличается от того, как реально играли в 1972 году. В частности, броски из-под ноги, «гвозди» сверху, сломанные щиты и многое другое появилось гораздо позже, причём их не использовали не только в СССР в то время — до 1976 года NCAA запрещала подобные приёмы.[46][47][48]. В реальности, американские баскетболисты совершили за весь матч всего 1 слэм-данк, советские — ни одного.
- В связи с конфликтом с семьёй Владимира Кондрашина, раскритиковавшей сценарий, тренер получил фамилию Гаранжин. Серьёзным уходом сценаристов от реальных фактов является утверждение о том, что Кондрашин якобы копил деньги на лечение сына (в реальности его не удалось вылечить)[46][47].
- Модестас Паулаускас никогда не был антисоветчиком и русофобом и не готовился бежать из СССР. Более того, даже после распада СССР тепло отзывался о советских временах[46][47] и по крайней мере до 2008 года тренировал школьников в Калининградской области[49].
- По сюжету фильма Алжан Жармухамедов, страдающий близорукостью, узнаёт о существовании контактных линз на выездной тренировке в США. Хотя их представляли как новейшую разработку, которой якобы ещё не было в СССР, в действительности линзы производились в СССР с 1927 года[50]. Жармухамедов действительно плохо видел, но в мюнхенском финале он играл ещё без линз, а носить их начал позже[46] — к тому же его зрение было −2,5, а не −4, как говорилось в фильме[51].
- Проблемы со здоровьем у Александра Белова начались только в 1976 году, а не во время подготовки к Олимпиаде в Мюнхене[46][47][48].
- В воспоминаниях баскетболистов нет упоминания об игре в Гарлеме с местными жителями[46][48].
- В эпизоде на таможне у одного из спортсменов изымают виниловые пластинки группы «Deep Purple», а именно альбом «Burn», который вышел только в 1974 году[46].

## Награды и премии
- 15 февраля 2018 года на церемонии вручения премии «Чартова дюжина» создатели и актёры фильма «Движение вверх» получили награду в спецноминации «Движение вверх» из рук Героя России космонавта Сергея Рязанского[источник не указан 2714 дней].
- 27 января 2019 года фильм стал лауреатом премии «Золотой орёл» за 2018 год в номинациях «Лучшая мужская роль в кино» (Владимир Машков), «Лучшая мужская роль второго плана» (Кирилл Зайцев), «Лучшая операторская работа» (Игорь Гринякин), «Лучший монтаж фильма» (Пётр Зеленов, Антон Мегердичев, Вазген Каграманян), «Лучшая работа звукорежиссёра» (Алексей Самоделко), «Лучшие визуальные эффекты» (Студия CGF)[52].